# Бразій (Арад)
Бразій (рум. Brazii) — село у повіті Арад в Румунії. Адміністративний центр комуни Бразій.
Село розташоване на відстані 355 км на північний захід від Бухареста, 78 км на схід від Арада, 113 км на південний захід від Клуж-Напоки, 100 км на північний схід від Тімішоари.

## Населення
За даними перепису населення 2002 року у селі проживали 106 осіб, усі — румуни. Усі жителі села рідною мовою назвали румунську.